# Субсидиарная ответственность
Субсидиарная ответственность (от лат. subsidiārius — резервный, вспомогательный) — 1) право взыскания неполученного долга с другого обязанного лица, если первое лицо не может его внести; 2) дополнительная ответственность, возлагаемая, например, на членов полного товарищества, в условиях, когда основной ответчик не способен оплатить долг.
В российском праве субсидиарная ответственность является дополнительной по отношению к ответственности, которую несёт перед потерпевшим основной правонарушитель. Она призвана дополнить его ответственность, усиливая защиту интересов потерпевшего. При этом лицо, несущее такую дополнительную ответственность, совсем не обязательно является сопричинителем имущественного вреда, нанесённого потерпевшему, а во многих случаях вообще не совершает каких-либо правонарушений (например, поручитель, субсидиарно отвечающий за должника в случаях, предусмотренных ст. 363 ГК). Здесь проявляется компенсаторная направленность гражданско-правовой ответственности, определяющая её специфику.

## Нормативное регулирование
Правила применения субсидиарной ответственности указаны в статье 399 Гражданского кодекса РФ. А случаи применения субсидиарной ответственности предусмотрены в ГК более чем в 15 статьях. В силу закона субсидиарно отвечают в: ст. 56, 68, 75, 363, 586, 1029 ГК.
Гражданский кодекс РФ — не единственный нормативно-правовой акт, который предусматривает возможность субсидиарной ответственности. Также она закреплена в целом ряде законов и подзаконных актов.
Например:
— Региональные отделения и иные зарегистрированные структурные подразделения политической партии отвечают по своим обязательствам находящимся в их распоряжении имуществом. При недостаточности указанного имущества субсидиарную ответственность по обязательствам регионального отделения или иного зарегистрированного структурного подразделения политической партии несет политическая партия.
— Учредительными документами профессионального объединения должна устанавливаться его обязанность по осуществлению предусмотренных настоящим Федеральным законом компенсационных выплат, а в отношении членов профессионального объединения — их субсидиарная ответственность по соответствующим обязательствам профессионального объединения.
— Лица, подписавшие проспект ценных бумаг, при наличии их вины несут солидарно субсидиарную ответственность за ущерб, причиненный эмитентом владельцу ценных бумаг вследствие содержащейся в указанном проспекте недостоверной, неполной и/или вводящей в заблуждение инвестора информации, подтвержденной ими.
— Учреждения Российской академии сельскохозяйственных наук отвечают по своим обязательствам денежными средствами и имуществом, приобретенным ими за счёт средств, полученных от приносящей доход деятельности. При недостаточности у учреждений денежных средств и имущества, приобретенного за счёт средств, полученных от приносящей доход деятельности, субсидиарную ответственность по обязательствам этих учреждений несёт Российская академия сельскохозяйственных наук.
— В случае направления работодателем работников для выполнения ими работ в другую организацию (работать «в интересах, под управлением и контролем» этой другой организации, «не являющейся работодателем» данных работников; см. также заёмный труд, сам по себе запрещённый статьёй 56.1 ТК РФ), эта другая организация несёт субсидиарную ответственность, напр., по выплате работнику зарплаты и прочих выплат и в других случаях, по другим аспектам, что установлено главой 53.1 ТК РФ, а сама субсидиарная ответственность «принимающей [работников] стороны» — статьёй 341.5 ТК РФ. 
— и другими актами.

## Порядок применения
При субсидиарной ответственности в обязательстве имеется один (основной) должник, однако в силу закона или условий договора за него дополнительно (субсидиарно) отвечает другое (второе) лицо. Тем самым усиливается правовая защита кредитора. Новое гражданское законодательство существенно расширило сферу применения субсидиарной ответственности, что в интересах надежности имущественного оборота.
Применение субсидиарной ответственности можно описать следующей схемой:
1. Основной Должник не исполнил своё обязательство.
2. Кредитор должен предъявить требование к Основному должнику.
3. Основной должник отказался удовлетворить требование Кредитора или Кредитор не получил от него в разумный срок ответ на предъявленное требование.
4. Кредитор может это требование предъявить лицу, несущему субсидиарную ответственность (то есть требовать исполнения обязательства субсидиарным Ответчиком это право, а не обязанность Кредитора).
5. Лицо, несущее субсидиарную ответственность, должно до удовлетворения требования, предъявленного ему кредитором, предупредить об этом основного должника, а если к такому лицу предъявлен иск, — привлечь основного должника к участию в деле.
Поскольку лицо, несущее субсидиарную ответственность, становится в соответствующих случаях на место основного должника, оно вправе использовать против кредитора имеющиеся у основного должника возражения, которые могут повлиять на удовлетворение требования кредитора об исполнении обязательства.

## Виды субсидиарной ответственности (исходя из оснований наступления)
Субсидиарная ответственность может быть как договорной так и внедоговорной. То есть наступать как за неисполнение обязательств по договору, так и вследствие указания в законе.
В договорных отношениях она обычно наступает при отказе основного ответчика от удовлетворения предъявленных к нему требований (независимо от наличия или отсутствия у него необходимого для удовлетворения кредиторов имущества). Таковой, например, в силу условий договора может быть ответственность поручителя (п. 1 ст. 363 ГК).
Характерным примером субсидиарной ответственности в силу закона является ответственность контролирующих лиц (физических или юридических лиц, которые могут прямо или косвенно влиять на фирму-основного ответчика (должника) и определять её решения) в делах о банкротстве. Наиболее распространенными основаниями для привлечения к такой ответственности является невозможность полного погашения требований кредиторов вследствие отсутствия бухгалтерской документации (искажения информации в ней) и неисполнение обязанности по подаче в суд заявления о банкротстве (ст. ст. 61.11, 61.12 Закона о банкротстве в редакции Федерального закона от 29.07.2017 N 266-ФЗ). Также, в свете изменений в законодательство о банкротстве 2017 года, начинает активно применяться и субсидиарная ответственность контролирующих лиц за доведение организации до банкротства (ст. 61.11 Закона о банкротстве). Обратиться с заявлением о привлечении контролирующего лица к субсидиарной ответственности могут арбитражный управляющий, кредитор должника и уполномоченный государственный орган.
При банкротстве юридических лиц, а также при причинении вреда несовершеннолетними гражданами (в возрасте от 14 до 18 лет), то есть во внедоговорных отношениях, субсидиарная ответственность учредителей (участников) юридических лиц, основных («материнских») компаний и родителей (усыновителей) либо попечителей несовершеннолетних наступает лишь при недостатке у банкротов или причинителей вреда какого-либо имущества, способного удовлетворить интересы кредиторов (п. 3 ст. 56, п. 1 ст. 75, абз. 3 п. 2 ст. 105, п. 2 ст. 1074 ГК), и, следовательно, предполагает предварительное обращение взыскания на такое имущество. Кроме того, здесь, в отличие от договорных отношений, дополнительно необходимо наличие вины в действиях субсидиарно отвечающего лица.
Вероятность для каждой группы факторов, способных спровоцировать наступление субсидиарной ответственности, определяется в рамках реализации алгоритма «карта рисков субсидиарной ответственности», которая представляет собой общую картину вероятностей наступления различных видов субсидиарной ответственности, каждый из которых может быть оценен отдельно и объяснен наличием причинно-следственной связи с конкретными юридически значимыми фактами финансово-хозяйственной деятельности организации-должника.